# Pierre d'Almeïda Portugal
 (juin 2019).
Si vous disposez d'ouvrages ou d'articles de référence ou si vous connaissez des sites web de qualité traitant du thème abordé ici, merci de compléter l'article en donnant les références utiles à sa vérifiabilité et en les liant à la section « Notes et références ».
Pierre d'Almeïda Portugal, - Pedro José de Almeïda Portugal - né le 16 janvier 1754 à Lisbonne et mort le 26 janvier 1813 à Koenigsberg, est un noble portugais, marquis d'Alorna et comte d'Assumar et un général portugais du Premier Empire.

## Biographie

### Origines et enfance
Pierre naît le 16 janvier 1754 à Lisbonne, capitale du Royaume de Portugal, dans la freguesia de Sainte Catherine. Il était le seul enfant mâle de Jean de Almeida Portugal, 2e Marquis d'Alorna, et de son épouse Léonor de Lorena et Távora.
Alors que Pierre est âgé de quatre ans, en septembre 1758, un attentat est organisé à l'encontre du roi Joseph Ier. Le marquis de Pombal, premier ministre du royaume, se saisit personnellement de l'affaire et suspecte, puis fait arrêter, sans preuves la famille d'Almeida Portugal, ouvertement opposée à Pombal et soutien des jésuites, alors persécutés au Portugal. Tous les membres de la famille, femmes et enfants compris, sont condamnés à être exécutés, leurs biens saisis, leurs demeures rasées, le sol salé, leurs titres déchus et leurs armes effacées.
Le jeune Pierre est alors condamnée à mort. Seule l'intervention de la reine Marie-Anne-Victoire d'Espagne et de la princesse héritière Maria Francesca permet de réduire le nombre de condamnés à mort et donc d'épargner femmes et enfants
Les parents de sa mère : François de Assis de Távora et Léonor de Távora, ainsi que ses frères, Louis Bernard et Joseph Marie, furent exécutés publiquement, le 13 janvier 1759, l'épisode est resté dans l'histoire sous le nom de procès des Távoras. Son père fût enfermé au Fort de Junqueira près de Lisbonne et sa mère et ses deux soeurs furent envoyés au couvent de Chelas. Pierre était alors âgé de cinq ans et son éducation fût confiée aux domestiques de la famille.

### Pierre comte d'Assumar
En 1777, le roi Joseph Ier décède et Marie Ire accède au trône portugais. La reine du Portugal pris comme première décision le renvoi de Pombal et la libération des prisonniers d'État. Lorsque Pierre retrouva sa famille, il était âgé de 23 ans. Le nom de la famille fut réhabilité, leurs armoiries leur furent rendus et leurs biens restitués.
Étant fils héritier du marquis d'Alorna, Pierre reçut, comme le veut la tradition familiale, le titre de comte d'Assumar.
Il se marie le 19 février 1782 à Lisbonne avec Henriqueta Julia Gabriela da Cunha (1787-1829), fille ainée du comte de São Vicente.
Le 15 août 1786 naît son premier fils : Jean d'Almeïda Portugal - João de Almeida Portugal. L'année suivante, en 1797, naît son second fils : Michel d'Almeïda Portugal - Miguel de Almeida Portugal

### Guerre du Rousillon et travail d'organisation des armées royales portugaises
En novembre 1793, il était adjudant général du corps portugais servant dans l'armée espagnole contre la France, puis, en 1798, il devint le chef de la légion des troupes légères également connue sous le nom de Légion Alorna.
En 1797, Pierre, déjà maréchal de camp (équivalent au grade de général de brigade), fût nommé commandant de la Légion des troupes légères.
En 1799, avec les proportions que prenait la révolution française, les autorités portugaises craignaient une éventuelle invasion du pays par les troupes françaises, notamment après la lourde défaite subit par les 5 400 soldats des troupes portugaises lors de la Guerre du Rousillon et après la rupture de l'alliance tacite avec l'Espagne en 1795. Conscient que ses effectifs n'étaient pas en capacité d'entrer au combat si une invasion française s'organisait, le prince régent, Jean de Bragance, fils aîné de la reine, chargea le comte d'Assumar de lui présenter ses idées sur la manière de les organiser et de les discipliner de manière appropriée. Le général formula son plan dans des mémoires intitulés Réflexions sur le système économique de l'armée. Il s'efforça de fonder la constitution de l'armée sur des règles fixes et bien définies, facilitant la transition de la paix à la guerre et la rendant possible par un simple ordre du pouvoir suprême. Il organisa enfin le tout de telle sorte qu'en allouant la somme annuelle de six millions et demi de réal à la défense du pays, avec les économies réalisées pendant la paix, il y ait toujours un trésor de guerre réservé pour couvrir les dépenses extraordinaires d'une année de préparation et des deux premières années de campagne. Ce travail donna un résultat tout à fait positif, et nombre des méthodes couramment adoptées dans l'armée allemande étaient déjà proposées dans les mémoires que Pierre d'Almeïda écrivit à la fin du XVIIIe siècle.

### Guerre des Oranges et réorganisation de la province de Beira
Peu de temps après que ce mémoire fut connu, les relations diplomatiques avec l'Espagne furent perturbées, et comme le gouvernement se préparait à la guerre, Pierre prit le commandement des troupes qui se rassemblèrent dans la province de Beira, à l'est du Portugal, face à la frontière espagnole. Mais ce fut en vain qu'il demanda plus de forces, d'argent et de ressources indispensables à une bonne défense ; ses demandes ne reçurent que des promesses en réponse. Il usa alors de son propre crédit pour ravitailler Almeida et, grâce à son énergie et à son sens de la logistique et de l'organisation, réussit à transformer les rochers de Monsanto en zone propice à la guerilla et à construire un fort avec des casemates à l'épreuve des bombes à Guarda. Il fortifia la position de Talhadas avec trois redoutes et autres retranchements. Il mit en état de défense le château de Vila Velha de Ródão, qui n'était qu'un amas de pierres, en y levant des structures de bois et en y creusant des tranchées. Il réalisa des travaux dans les environs de Sortelha et de Celorico da Beira. Il créa un hôpital militaire à Fundão, établit dans cette ville mais aussi à Cardigos et à Celorico da Beira, des entrepôts pour ravitailler ses positions, et, afin de faciliter les communications avec Abrantes, une route, depuis baptisée route du marquis d'Alorma. En récompense de tant de services fructueux, le gouverneur lui ordonna de servir comme commandant en second du général Jean Dordaz de Queiros, à qui il confia le commandement supérieur de la province de Beira.
La Guerre des Oranges, déclenchée le 20 mai 1801, aboutie finalement à la perte d'Arronches et de Flor da Rosa sur la province de Pierre, puis, en 1801, au Traité de Badajoz qui scella la défaite portugaise face aux troupes franco-espagnoles.
Avec la mort de son père, le 9 janvier 1802, Pierre devient le sixième marquis d'Alorna et son fils aîné, Jean d'Almeïda Portugal, devînt comte d'Assumar.

### Première et deuxième invasion française du Portugal
Il conspira et fut chassé de la Cour en 1806. En octobre 1807, nommé lieutenant général, il fut chargé de la défense d'Elvas, qu'il dut rendre aux Espagnols sur ordre du prince régent le 2 décembre 1807.
Il était gouverneur de la province de l'Alentejo, lorsque, le 22 décembre 1807, Junot le chargea des fonctions d'inspecteur général et de commandement des troupes portugaises de toutes armes stationnées dans les provinces de Beira, de Trás-os-Montes et d'Estrémadure, prenant la tête de la Légion portugaise. Le 15 février 1808, il fut nommé inspecteur général des troupes portugaises pour tout le Portugal, et il les commanda en Espagne de mars à juin 1808. Il est fait officier de la Légion d'honneur le 6 juillet 1808. Le 1er août 1808, il fut nommé général de division au service de l'Espagne, et, le 22 avril 1810, il fut désigné pour servir sous Masséna dans son état-major, et prit une part importante à la capitulation d'Almeida les 27 et 28 août 1810.
Il rentra en France en juillet 1811 et fut désigné pour le corps d'observation des côtes de l'Océan le 30 janvier 1812. Nommé général de division au service de la France le 21 mars 1812, il servit à la Grande Armée, chargé du 2e escadron de chasseurs portugais, puis comme chef du régiment de chasseurs à cheval portugais. Nommé commandant à Mohilew le 5 août 1812, il suivit la retraite de Russie et mourut à  Koenigsberg au cours de celle-ci.

## Mariage et descendance
Il se marie le 19 février 1782 à Lisbonne avec Henriqueta Julia Gabriela da Cunha (1787-1829), fille ainée du comte de São Vicente. Deux enfants sont issus de ce mariage :
- Jean d'Almeïda Portugal - João de Almeida Portugal (15 août 1786 - 27 septembre 1805)
- Michel d'Almeïda Portugal - Miguel de Almeida Portugal (1797-1806)